# Picaflors de Cambodja
El picaflors de Cambodja (Dicaeum cambodianum) és una espècie d'ocell de la família dels Dicèids (dicaeidae). És endèmic de l'est de Tailàndia i Cambdoja. Els seus hàbitats principals són els següents ambients tropicals i subtropicals: boscos de frondoses secs, boscos de frondoses humits de les terres baixes i de l'estatge montà, matollars de muntanya, així com plantacions. El seu estat de conservació es considera de risc mínim.

## Taxonomia
La llista mundial d'ocells del Congrés Ornitològic Internacional en la seva versió 14.1 (gener 2024) reconegué aquest tàxon com una espècie de ple dret, segmentant-lo del picaflors pit de foc (Dicaeum ignipectus) en base a diferències substancials no clíniques en el plomatge. Tanmateix, altres obres taxonòmiques, com el Handook of the Birds of the World i la quarta versió de la BirdLife International Checklist of the birds of the world (Desembre 2019), ja consideraven aleshores que aquest tindria la categoria d'espècie.